# Paola Cortellesi
Paola Cortellesi est une présentatrice, humoriste, chanteuse, actrice et réalisatrice italienne, née le 24 novembre 1973 à Rome.
Après avoir participé aux scénarios de plusieurs films dans lesquels elle joue, elle réalise son premier film en 2023, Il reste encore demain, pour lequel elle remporte trois récompenses aux David di Donatello 2024.
Elle prête également sa voix pour des doublages de films et des livres audio.

## Biographie
Après des débuts au théâtre comme actrice en 1995, elle apparaît comme présentatrice et humoriste à la télévision italienne en 1998. Elle participe et anime alors différentes émissions avant de se lancer en parallèle dans une carrière d'actrice pour le cinéma puis de chanteuse.
En 2007, elle interprète notamment le rôle de Maria Montessori dans le téléfilm italien Maria Montessori : Une vie au service des enfants. Elle remporte le David di Donatello de la meilleure actrice principale en 2011 pour son rôle dans le film Personne ne peut me juger.
En 2016, elle anime l'émission Laura & Paola avec la chanteuse Laura Pausini sur la chaîne italienne Rai 1.
En 2017, elle incarne le principal rôle féminin de la comédie Mamma o papà? de Riccardo Milani, remake de la comédie française Papa ou Maman de Martin Bourboulon sorti en 2015.
En 2023 elle fait ses débuts en tant que réalisatrice avec le film Il reste encore demain (C'è ancora domani), dans lequel elle interprète aussi le rôle principal.  Le film sort le 26 octobre 2023 au Festival international du film de Rome et dans les salles en Italie. Il fait 3 millions d’entrées en quatre semaines, et constitue un véritable fait de société en Italie : il suscite des passions et débats, certaines municipalités décident d'envoyer les élèves des collèges et lycées le voir en salle. Le film sort ou sortira également dans d'autres pays. Sa sortie en France est le 13 mars 2024.

## Filmographie
Sauf indication contraire, les informations mentionnées dans cette section peuvent être confirmées par les bases de données cinématographiques IMDb et Allociné,  présentes dans la section « Liens externes ».

### Actrice

#### Cinéma
- 2000 : Chiedimi se sono felice d'Aldo Baglio, Giacomo Poretti, Giovanni Storti et Massimo Venier : Dalia
- 2001 : Encore un an et je deviens grand (Un altr'anno e poi cresco) de Federico Di Cicilia : Alessia
- 2000 : Se fossi in te de Giulio Manfredonia : Caterina
- 2001 : Amarsi può darsi d'Alberto Taraglio : Rita
- 2002 : Bell'amico de Luca d'Ascanio : Damiana
- 2002 : A cavallo della tigre de Carlo Mazzacurati : Antonella
- 2002 : Passato prossimo de Maria Sole Tognazzi : Claudia
- 2003 : Il posto dell'anima de Riccardo Milani : Nina
- 2004 : Tu la conosci Claudia? de Massimo Venier : Claudia
- 2004 : Natale a casa Deejay - A Christmas Carol de Lorenzo Bassano : Silvana
- 2006 : Non prendere impegni stasera de Gianluca Maria Tavarelli : Cinzia
- 2007 : Piano, solo de Riccardo Milani : Baba
- 2009 : Due partite d’Enzo Monteleone : Sofia
- 2009 : La fisica dell'acqua de Felice Farina : Giulia
- 2010 : Garçons contre filles (Maschi contro femmine) de Fausto Brizzi : Chiara
- 2011 : Femmine contro maschi de Fausto Brizzi : Chiara
- 2011 : Personne ne peut me juger (Nessuno mi può giudicare) de Massimiliano Bruno : Alice
- 2011 : C'è chi dice no de Giambattista Avellino : Irma
- 2014 : Un boss in salotto de Luca Miniero : Carmela Cristina d'Avola
- 2014 : Sotto una buona stella de Carlo Verdone : Luisa Tombolini
- 2014 : Scusate se esisto! de Riccardo Milani : Serena Bruno
- 2015 : Contes italiens (Maraviglioso Boccaccio) des frères Taviani : abbesse Usimbalda
- 2015 : Gli ultimi saranno ultimi de Massimiliano Bruno : Luciana Colacci
- 2016 : Che resti tra noi (Qualcosa di nuovo) de Cristina Comencini : Lucia
- 2017 : Mamma o papà? de Riccardo Milani : Valeria
- 2017 : Come un gatto in tangenziale de Riccardo Milani : Monica
- 2018 : La Sorcière de Noël (La Befana vien di notte) de Michele Soavi : Paola Sostegni / Befana
- 2018 : Detective per caso de Giorgio Romano : Inspectrice Bellamore
- 2019 : Ma cosa ci dice il cervello de Riccardo Milani : Giovanna
- 2020 : Figli de Giuseppe Bonito : Sara
- 2021 : Come un gatto in tangenziale - Ritorno a Coccia di Morto de Riccardo Milani : Monica
- 2023 : Marcel ! de Jasmine Trinca : la télévendeuse
- 2023 : Il reste encore demain (C'è ancora domani) d'elle-même : Delia

#### Télévision
- 2002-2004 : Mai dire domenica (programme télévisé) : Letizia Moratti / Cortelletti / Vanette / divers personnages
- 2005 : Mai dire lunedi (programme télévisé) : Strozus / divers personnages
- 2006 : Il vizio dell'amore (série) :
- 2007 : Maria Montessori : Une vie au service des enfants (Maria Montessori - Una vita per i bambini) (téléfilm) de Gianluca Maria Tavarelli : Maria Montessori
- 2010 : Les Choses qui restent (it) (Le cose che restano) (mini-série) de Gianluca Maria Tavarelli : Nora
- 2018 : La TV delle ragazze - Gli stati generali (série télévisée), épisode 1 de Piergiorgio Camilli : Eva
- 2020-2022 : Petra (mini-série) de Maria Sole Tognazzi : l'inspectrice Petra Delicato

#### Doublage
Paola Cortellesi a participé au doublage de la version italienne des films suivants :
- 1999 : Le Roi et moi de Richard Rich : Anna Leonowens
- 2002 : Stuart Little 2 de Rob Minkoff : Margalo
- 2007 : Persepolis de Marjane Satrapi et Vincent Paronnaud : Marjane
- 2008 : Turtle: The Incredible Journey (documentaire) de Warren Coleman, Judy Morris et Nick Stringer : narratrice
- 2011 : Cars 2 de John Lasseter : Holley Shiftwell
- 2015 : Le Petit Prince de Mark Osborne : la mère
- 2018 : Cro Man de Nick Park : Goona

### Scénariste
- 2004 : Nessumdorma (série télévisée)
- 2014 : Scusate se esisto! de Riccardo Milani
- 2015 : Gli ultimi saranno ultimi de Massimiliano Bruno
- 2016 : Che resti tra noi (Qualcosa di nuovo) de Cristina Comencini
- 2017 : Mamma o papà? de Riccardo Milani
- 2017 : Come un gatto in tangenziale de Riccardo Milani
- 2019 : Ma cosa ci dice il cervello de Riccardo Milani
- 2021 : Come un gatto in tangenziale - Ritorno a Coccia di Morto de Riccardo Milani
- 2023 : Il reste encore demain (C'è ancora domani) d'elle-même

### Réalisatrice
- 2023 : Il reste encore demain (C'è ancora domani)

## Théâtre
- 1995-1996 : Compagnia di guerra de Lucilla Lupaioli
- 1996 : Roberto Zucco de F. Cruciani
- 1996 : Bianca show de M. Caprara
- 1996 : L'altra Cenerentola de G. Cucchiara
- 1997 : Festival nazionale dei nuovi tragici de Pietro De Silva
- 1997 : L'uomo che inventò la televisione d'Enrico Vaime et Pietro Garinei
- 1998 : Troppo tempo de A. Vannucci
- 1998 : Cose che capitano de Massimiliano Bruno, mise en scène de Furio Andreotti
- 1999 : Umane gesta de Lucilla Lupaioli, mise en scène de  Furio Andreotti
- 2002 : L'iradiddio, mise en scène de  Furio Andreotti
- 2001-2002 : Yarda Gal de Rebecca Pritchard, mise en scène de Furio Andreotti
- 2003 : L'iradiddio de Lucilla Lupaioli, mise en scène de Furio Andreotti
- 2003 : Musica senza cuore, mise en scène de  Francesca Angeli
- 2003-2004 : Ancora un attimo de Massimiliano Bruno, mise en scène de  Furio Andreotti
- 2005-2006-2007 : Gli ultimi saranno ultimi de Massimiliano Bruno, mise en scène de Furio Andreotti

## Discographie
- 1987 : Cacao Meravigliao
- 2004 : Non mi chiedermi (avec Frankie hi-nrg mc)

## Distinctions

### Récompenses
- David di Donatello 2011 : meilleure actrice pour Personne ne peut me juger
- Ciak d'oro 2011 : révélation de l'année
- Prix Flaiano 2014 : prix d'interprétation féminine pour Sotto una buona stella
- David di Donatello 2024 : 
  - Meilleur réalisateur débutant pour Il reste encore demain
  - Meilleur scénario original pour Il reste encore demain
  - Meilleure actrice pour Il reste encore demain

### Nominations
- Ruban d'argent 2002 : meilleure actrice dans un second rôle pour Se fossi in te
- David di Donatello 2008 : meilleure actrice dans un second rôle pour Piano, solo
- Ruban d'argent 2009 : meilleure actrice dans un second rôle pour Due partite
- Ruban d'argent 2011 : meilleure actrice pour Garçons contre filles et Personne ne peut me juger
- Globes d'or 2011 : meilleure actrice pour Personne ne peut me juger
- David di Donatello 2014 : meilleure actrice pour Sotto una buona stella
- Ruban d'argent 2014 : meilleure actrice pour Sotto una buona stella
- David di Donatello 2015 : meilleure actrice pour Scusate se esisto!
- Ruban d'argent 2015 : meilleure actrice pour Scusate se esisto!
- David di Donatello 2016 : meilleure actrice pour Gli ultimi saranno ultimi
- Ruban d'argent 2016 : meilleure actrice pour Gli ultimi saranno ultimi